# Burg Stollhofen
Die Burg Stollhofen ist eine abgegangene Wasserburg in Stollhofen, einem heutigen Ortsteil der Gemeinde Rheinmünster im Landkreis Rastatt in Baden-Württemberg.
Die Burg, die über fünf Jahrhunderte als Sitz der Amtsverwaltung diente, wurde vermutlich um 1200 erbaut. 1309 verkaufte der schon 1239 genannte Ritter von der Windeck Burg (seine „Vogtei Stollhofen“) und Stadt Stollhofen an den Markgrafen Rudolf von Baden für 1350 Mark Silber Straßburger Geldes.
1707 wurden die Stadtbefestigung und die Burg geschleift. Die Stelle der ehemaligen Tiefburg ist überbaut und an die einstige Stadtbefestigung erinnert nur noch die Linienführung einer Straße.